# Jonas Masetti
Jonas Masetti "Vishvanatha" é um professor tradicional de vedanta e discípulo direto de Swami Dayananda Saraswati. Ele ensina vedanta, sânscrito, mantras e outros temas relacionados à tradição védica, principalmente no Brasil, onde ele reside atualmente. Suas aulas iniciaram após a conclusão do curso residencial e imersivo durante 4 anos com Swami Dayananda no Arsha Vidya Gurukulam em Coimbatore, na Índia.
Seu trabalho acontece no Instituto Vishva Vidya em Petrópolis, no Rio de Janeiro, onde alcançou um grande número de alunos através de suas aulas online, retiros conhecidos como Vedanta Camps e publicando livros sobre yoga e vedanta em Português e Inglês.
Suas realizações com o ensino de Vedanta no Brasil foram reconhecidas pelo governo indiano, através do Primeiro-Ministro, Narendra Modi, o qual reconheceu o professor Jonas Masetti como um embaixador da cultura védica e por popularizar o estudo de vedanta e da Gita no Brasil, alcançando a marca de 150.000 alunos em 7 anos de trabalho.

## Origens
Jonas nasceu no Rio de Janeiro, mas sua família vem de comunidades de baixa renda de São Paulo, são descendentes de italianos e de tribos indígenas brasileiras, principalmente da região de Minas Gerais.

## Carreira e Estudos
Jonas Masetti é formado em engenharia mecânica pelo Instituto Militar de Engenharia do Rio de Janeiro (IME), onde também se graduou como tenente do exército brasileiro.
Aos 21 anos abriu uma consultoria com outros colegas do IME voltada principalmente para o mercado financeiro, chamada Morning Star Consulting.

## O Estudo de Vedanta
Jonas iniciou seus estudos de Vedanta com Santosh Vallury, um professor indiano, que estava morando no Brasil em 2004,  e após dois anos ele deu continuidade aos estudos com a professora Gloria Arieira. Gloria Arieira é a precursora do ensino de Vedanta e sânscrito no Brasil e foi reconhecido com o prêmio indiano Padma Shri em 2020.
Em 2006, Jonas teve seu primeiro contato com Swami Dayananda Saraswati, em uma viagem de estudos aos Estados Unidos, em um ashram localizado em Saylosburg, Pensilvânia.
Ainda estudando com Arieira, Jonas foi pela primeira vez à Índia aprofundar seus estudos por 6 meses. Alguns anos depois, em 2009, ele retornou para um estudo residencial e imersivo por três anos com Sri Swami Dayananda Saraswati no Arsha Vidya Gurukulam em Coimbatore.
Esse curso de formação normalmente dura em torno de três anos e meio, porém para o grupo ao qual Jonas fazia parte, foi ainda mais longo que o normal devido às condições de saúde do Swami Dayananda, inclusive esse foi o último curso ministrado por ele completamente.
Por todos esses anos, ele estudou Vedanta sob a guiança de Swami Dayananda Saraswati e Swami Sakshatkrtananda Saraswati, onde ele completou sua graduação e recebeu o título de Acharya de Vedanta, o que significa que ele é um especialista notável nessa área de conhecimento.
Após o término do curso residencial, ele retornou ao Brasil para lecionar, mas sempre retornando à Índia uma vez ao ano para continuar seus estudos. Jonas também foi influenciado pelos mestres Swami Paramartananda Saraswati, Swami Tattvavedananda Saraswati e Swami Viditatmananda Saraswati. Após o falecimento de Sri Swami Dayananda em 2015, Jonas continuou sob a guiança de Swami Sakshatkrtananda, assim como de sua professora Gloria Arieira.

## Reconhecimento do Governo Indiano
Em novembro de 2020, Jonas foi reconhecido como embaixador da cultura védica pelo governo indiano, através de seu Primeiro-Ministro, Narendra Modi, pela sua excelência no ensino de Vedanta no Brasil e no exterior. O Primeiro-ministro destacou que as aulas de Masetti, com o uso da tecnologia, estão ajudando a popularizar a tradição védica, pois já alcançou mais de 150.000 alunos através de diferentes temas como vedanta, sânscrito e mantras.

## O ensino de Vedanta no Brasil

### Vishva Vidya
O Instituto Vishva Vidya, localizado em Petrópolis no Rio de Janeiro, existe desde 2014 com o intuito de preservar a tradição védica e divulgar a mensagem dos Vedas no Brasil e ao redor do mundo. O Instituto realiza retiros e aulas online sobre vedanta, meditação, sânscrito, mantras e a tradição védica.
O Instituto na região serrana do Rio de Janeiro é a base onde as aulas acontecem. O nome Vishva Vidya foi escolhido por Swami Dayananda, quando o projeto das aulas online e dos retiros de estudo intensivo foram concebidos por ele em conjunto com Jonas ao final do curso residencial.
Vishva Vidya é um nome em sânscrito e significa “Conhecimento Universal”, o que simbolicamente representa que esse conhecimento fala com todos, de qualquer religião, idade, cultura ou nacionalidade.
Na celebração do aniversário de 7 anos do Instituto foi inaugurado um novo sistema chamado Full Interactive Learning com o objetivo de aproximar o ensino on-line a uma experiência de estar em uma sala de aula presencialmente. O sistema é composto de 4 câmeras e 32 monitores dispostos em formato de “u” com o objetivo de que centenas de alunos possam se ver e ver o professor simultaneamente. O professor também poderá visualizar todos os alunos ao mesmo tempo como se eles estivessem sentados assistindo à uma aula presencial.

### Gurukulam
Em 2020, o Instituto Vishva Vidya iniciou a construção de um novo local, também em Petrópolis para que aconteça o estudo no formato de Gurukulam, onde os alunos podem morar um período próximos ao professor para aprofundar seus estudos e seu desenvolvimento pessoal.

## Publicações

### Livros
- Cânticos & versos: slokas, stotras, mantras, bhajans e kirtans da tradição védica[15]

- Fundamentos do Yoga: uma introdução à tradição védica[16]
- Yoga e Vedanta: tópicos essenciais[17]
- Sabedoria dos Mestres - vol 1 - Pés de Lótus[18]
- Sabedoria dos Mestres - vol 2 - A Máscara e a Flauta[19]
- Obras essenciais de Ramana Maharshi - Saddarsana & Upadessaram (traduções em parceira com Luciano Giorgio)[20]

### Áudios
Mais de mil aulas publicadas no formato de podcast, chamado Vedanta Cast.

### Filmes
- UMA – Luz dos Himalaias – Produção em parceria com Ananda Jyothi[22][23][24]
- Kilasumak - O despertar de um guerreiro - Diretor[25][26][27]